# Orquesta Sinfónica de Euskadi
Euskadiko Orkestra es una orquesta sinfónica española dependiente del Departamento de Cultura del Gobierno Vasco. Tiene su  sede en la ciudad guipuzcoana de San Sebastián en el  País Vasco, España. Fue creada en 1982, por decreto el Gobierno Vasco, adscrita a su Departamento de Cultura. Se financia casi exclusivamente con cargo a los presupuestos del Gobierno Vasco, realizando su temporada de conciertos en San Sebastián, Bilbao, Vitoria y Pamplona. En San Sebastián desarrolla además un ciclo de música de cámara denominado "Matinées de Miramón", actuando con frecuencia en el foso de la temporada operística de Bilbao. Su sede física cuenta con un auditorio de ensayo con capacidad para 500 espectadores. El director titular es, desde la temporada 2016/2017, Robert Treviño. Su director general es Oriol Roch. Enrique Jordá fue el asesor artístico en los comienzos y han sido directores titulares Gilbert Varga y Cristian Mandeal, Mario Venzago, Hans Graf, Miguel Ángel Gómez Martínez, Matthias Kuntzsch. Maximiano Valdés, Andrés Orozco Estrada y Jun Markl. 
Desde 1992, fecha de su fundación, es miembro de la Asociación Española de Orquestas Sinfónicas (AEOS).